# Kanton Aix-les-Bains-Nord-Grésy
Kanton Aix-les-Bains-Nord-Grésy is een voormalig kanton van het Franse departement Savoie in de toenmalige regio Rhône-Alpes. Het kanton maakte deel uit van het arrondissement Chambéry totdat het op 22 maart 2015 werd opgeheven en de gemeenten werden opgenomen in het op die dag gevormde kanton Aix-les-Bains-1.

## Gemeenten
Het kanton Aix-les-Bains-Nord-Grésy omvatte de volgende gemeenten:
- Aix-les-Bains (deels)
- Brison-Saint-Innocent
- Grésy-sur-Aix (hoofdplaats)
- Montcel
- Pugny-Chatenod
- Saint-Offenge-Dessous
- Saint-Offenge-Dessus
- Trévignin